# 26247 Doleonardi
26247 Doleonardi (tên chỉ định: 1998 QW47) là một tiểu hành tinh vành đai chính. Nó được phát hiện bởi dự án Nghiên cứu tiểu hành tinh gần Trái Đất Lincoln ở Socorro, New Mexico, ngày 17 tháng 8 năm 1998. Nó được đặt theo tên Donna Leonardi, an American educator ở Hackensack, New Jersey.